# تسودا اومه‌کو
تسودا اومه‌کو (به ژاپنی: 津田 梅子 Tsuda Umeko);( ۳۱ دسامبر ۱۸۶۴ – ۱۶ اوت ۱۹۲۹) یک آموزگار اهل ژاپن بود.